# Nagelschmiedkrippe

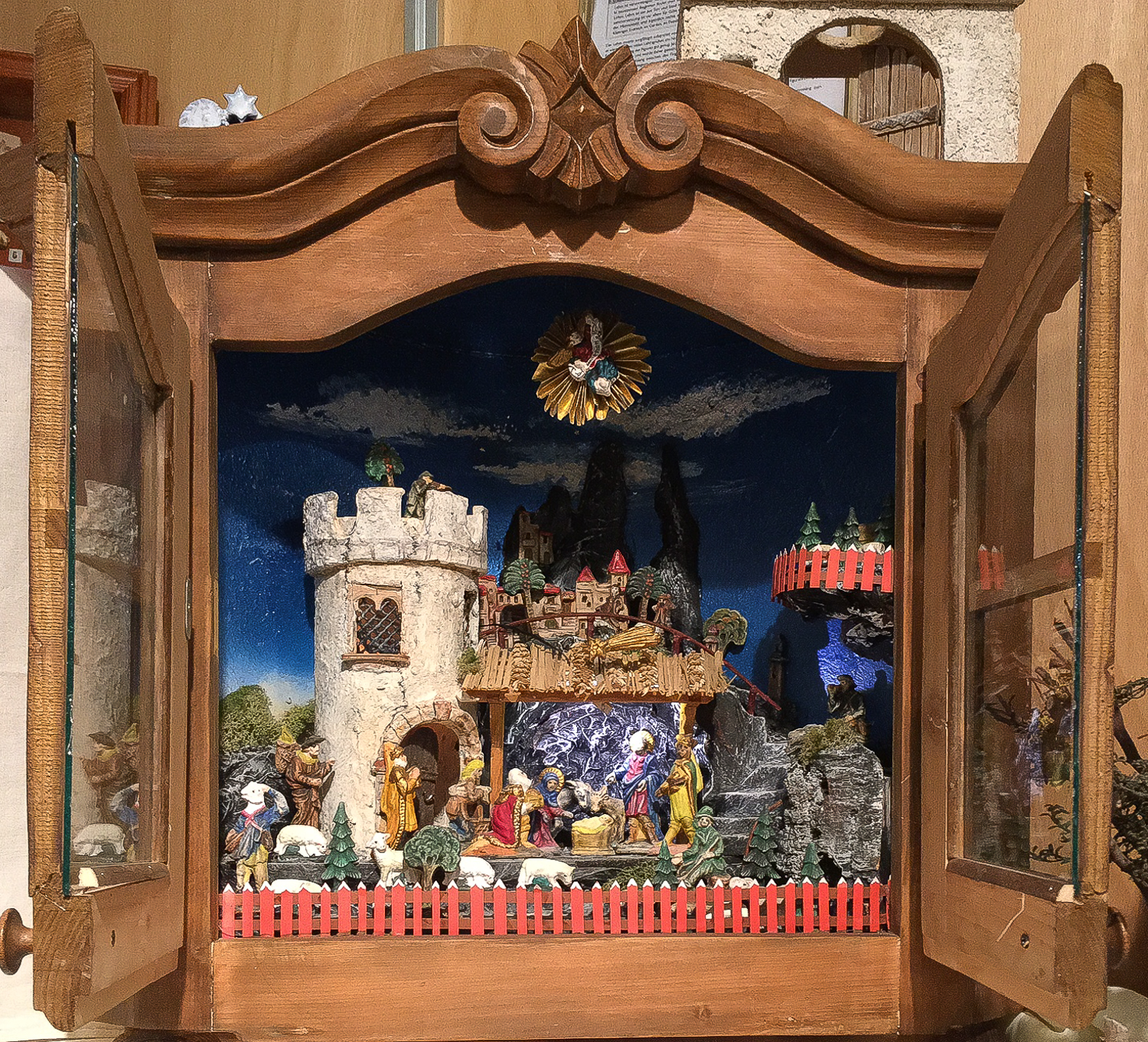
Nagelschmiedkrippe aus dem Ennstal

Nagelschmiedkrippen sind Weihnachtskrippen, die ab Anfang des 19. Jahrhunderts in Oberösterreich, im Raum Garsten und Steyr in Eisenschmieden zum häuslichen Gebrauch hergestellt wurden.

## Geschichte
Die Krippentradition in Oberösterreich geht auf barocke Kunstkrippen des Benediktinerstiftes Garsten zurück. Bildschnitzer wie Hans Spindler (1636), Johann Spindler d. J. (1725) oder der Laienbruder Marian Rittinger (1705) schufen für die Stifts- und Pfarrkirchen der Umgebung kunstvolle Krippen, wobei die Buchsbaumkrippe von Rittlinger kunsthistorisch eine herausragende Stellung einnimmt.
Das Benediktinerstift Garsten wurde 1787 durch Kaiser Josef II. aufgelöst; 1782 verbot er unter anderem, Krippen in Kirchengebäuden aufzustellen. Das Verbot von traditionellen Bräuchen wurde in der Bevölkerung mit Unmut aufgenommen und Krippen fanden ab 1800 in den privaten Haushalten zunehmend Verbreitung. Nach der Aufhebung des Krippenverbots im Jahr 1804 wurden Krippen auch wieder in Kirchen gezeigt.
In der Umgebung des Enns- und Steyrtals, insbesondere in Dambach und Lahrndorf, begannen Anfang des 19. Jahrhunderts Tagelöhner und Schmiede in den Sensenschmiede- und Nagelschmiedewerkstätten mit der Herstellung von einfachen und kostengünstigen Kastenkrippen. Nagelschmiedkrippen sind durch die Verwendung von handgeschmiedeten Nägeln in den Krippenkästen gekennzeichnet. Der Verkauf der Nagelschmiedkrippen auf Kirchweihfesten und Märkten sicherte den Schmieden einen bescheidenen Nebenverdienst.
Da sich die ärmere Landbevölkerung, Tagelöhner und Schmiede keine aufwendig geschnitzten Figuren leisten konnten, wurden die Krippenfiguren aus Papier oder gebranntem Lehm oder Ton hergestellt. Die sogenannten Loahmmandl  (Lehmmännchen) werden mithilfe von alten Modeln zu Halbrelieffiguren geformt, gebrannt und anschließend bemalt.
Ausgehend von den Nagelschmieden im Raum Garsten und Steyr breitete sich der häusliche Krippenbau im Enns- und Steyrtal aus. Die in dieser Region angefertigten Krippen werden als Ennstaler Kastenkrippen bezeichnet. Viele Nagelschmiedkrippen entstanden in der zweiten Hälfte des 19. Jahrhunderts. Die meist volkstümlichen oder bäuerliche Krippen waren bis Anfang des 20. Jahrhunderts als typische Form der Hauskrippe in dieser oberösterreichischen Region verbreitet. Diese volkstümlichen Krippen zeichnen sich neben der Darstellung von biblischen Motiven vor allem durch die Ergänzung von heimischen Brauchtums- und Alltagsszenen aus. Die Nagelschmiedkrippen wurden als Eckkrippen im Herrgottswinkel oder als Wandkrippen in Wandnischen aufgestellt.
Nach 1900 wurden die Loahmmandl allmählich durch seriell geschnitzte Figuren ersetzt und die Kastenkrippen nach und nach u. a. durch Wurzelkrippen ersetzt. In den 1970er Jahren wurden viele der alten Nagelschmiedkrippen wiederentdeckt, restauriert und wissenschaftlich bearbeitet. Seit dieser Zeit werden in verschiedenen Werkstätten wieder Nagelschmied- und Kastenkrippen gefertigt. Die Loahmmandlfiguren werden heute nach alten Modeln nachgegossen.

## Aufbau und Figuren
Die gemalte oder aus Pappmaché dreidimensional gestaltete Kulisse der Nagelschmiedkrippe ist in einem hölzernen Kasten angeordnet. Die Krippe ist in der Regel dreistufig aufgebaut. Im Zentrum der Szenerie befindet sich die Krippe mit dem Jesuskind und der Heiligen Familie in einem Stall, einer Grotte oder einer Ruine. Der einfache, ruinöse Stall symbolisiert den Niedergang der antiken, alten, heidnischen Welt, während die Krippe mit dem Kind auf den Beginn einer neuen Zeit hinweist. Auch die Farbgebung der Kleidung der Heiligen Familie und der Heiligen Drei Könige ist in vielen Krippendarstellungen identisch: Maria wird meist in den Farben Blau (Wahrheit), Rot (Liebe) und Weiß (Reinheit und Unschuld) dargestellt, während Joseph in den Farben Blauviolett, Gelb und Braun abgebildet wird. Die Könige Kasper, Balthasar und Melchior tragen in den Krippendarstellungen blaue, rote und grüne Gewänder. Die weißen Windeln und das Kissen des Jesukindes stehen symbolisch für Unschuld und Reinheit.
Im Hintergrund erhebt sich auf einem Felsen die Stadt Bethlehem. Auf dem Hirtenfeld sind die Hirten mit Schafen, Musikanten, Gabenbringer sowie die Heiligen Drei Könige mit ihrem Gefolge angeordnet. Zu einer jeden Krippe gehören der Gloria-, Weis- und Verkündigungsengel, der Heilige Geist und der Stern von Bethlehem mit dem Kometenschweif.
Die unterschiedlichen Schauplätze im Krippenkasten werden durch Wege und Stege, Wiesen, Bäche und Brücken verbunden und bilden symbolisch den Übergang von der alten heidnischen Welt in die „Neuzeit“. Die so gegliederte Landschaft bietet Raum für zahlreiche Nebendarstellungen mit unterschiedlichen bäuerlichen oder heimatlichen Szenen.
Neben den Figuren aus dem inneren Kreis der Krippe sind viele volkstümliche Figuren Bestandteil der Krippen, u. a. der Jubelkarl, der Jucheiserer, die Apfelmagd und der Apfelbrocker, die Eierträgerin, das Kasmandl, der Urbal mit der Leinwand, die Naz mit der Henn, die Bauersfamilie, der Jäger, die Karnerbuben mit dem Leiterwagen, die Brunnenfrauen, der Bauchladenkrämer, Invaliden, die Holzfrevler und Wilderer und der Bauchladenkrämer. Auch zahlreiche Figuren von Handwerkern, wie der Schornsteinfeger (als Glücksbringer), der Müller und Metzger, der Scherenschleifer und Pfannenflicker, der Nachtwächter und auch der Nagelschmied selbst finden sich häufig in der Krippe.
Neben einheimischen Haus- und Waldtieren sind häufig auch orientalische Tiere wie Elefanten und Kamele in die Szenen integriert.

## Rezeption
Nagelschmiedkrippen werden in jedem Jahr zur Advents- und Weihnachtszeit in zahlreichen Krippenausstellungen in Ortschaften entlang der Eisenstraße ausgestellt. Im Stiftsmuseum Garsten wird permanent u. a. eine von Josef Garb angefertigte Nagelschmiedkrippe von 1850 gezeigt. In vielen, z. T. öffentlich zugänglichen Privatsammlungen, u. a. von Willi Pils aus Steinbach an der Steyr, Rosina Gruber aus Großraming, Elfriede und Karl Mayer aus Garsten und Paul Pfaffenbichler aus Steyr werden historische und zeitgenössische Nagelschmied- und Ennstaler Kastenkrippen ausgestellt. Bereits seit 1901 werden die historischen Modeln für die Loahmmandl-Krippenfiguren im Museum der Stadt Steyr gesammelt.
Während der Oberösterreichischen Landesausstellung 1998 Land der Hämmer – Heimat Eisenwurzen wurden die traditionellen Nagelschmiedkrippen in Garsten in der Station Krippenland an der Eisenstraße gezeigt.